# 体長
体長（たいちょう）とは、動物の体の長さのこと。
何を以って体の長さとするかは動物によって異なり、また、同じ動物でも計測者によって違う場合がある。
総じて、体長という言葉は、広く使われているが様々な概念を含んでおり、このため、成長解析や識別のためには体長という言い方を避けることがある。
また、体長という言葉が無い動物や、逆に、体長が正確に定義されている動物もある。

## 動物の長さの測定法
哺乳類、トカゲ、サンショウウオのように、尾を持つ動物の場合、動物学では頭胴長を以って体長とする。
頭胴長とは、尾を含めない体の長さであり、全長から尾の長さを引いたものである。
全長は頭部の先端（吻端）から尾の先端（尾端）までの長さを指す。
動物の椎骨と頭骨を伸ばして直線状にして計測する。具体的には、動物を水平な場所で仰向けにし、吻端から尾端までの長さを計る。このとき、尾の体毛の長さは含めない。
一般に動物は様々な理由で尾を損傷することがある。そのため、動物の成長解析など、何かしらの指標として体の長さを使う場合、同種の同齢の個体であっても尾を含めた全長には欠損によるばらつきが大きい。したがって、尾を含めない「頭胴長」を指標として用いることが多い。
頭胴長は、吻端から尾の根元までの長さであるが、直接計測するよりも全長から尾長を引いたものを頭胴長とする方が正確である。
尾長は、尾の根元から尾端までの長さである。やはり毛は含めない。尾の根元とは最初の尾椎骨の位置であるが、肛門（もしくは総排出口）から先を尾とする場合も多い。
これらの動物の場合、動物学では頭胴長を以ってして体長とするのが正式であり、全長と体長とは明確に区別されているのだが、一般的に全長を体長と呼んでいる場合が少なからずある。
さらに、動物の生きている時の姿勢での長さ、すなわち、ネズミなどの場合、脊椎が湾曲した状態、シカなどの場合、頚椎が直立し頭骨が水平になっている状態での長さを体長と呼んでいる場合すらある。
魚類の場合、吻端から尾びれ末端までを全長と呼ぶが、鯛などのように二叉状の尾びれを持つ場合、尾びれを自然に広げた状態か、自然にすぼめた状態かで全長が変わる。これは計測者によっても異なるが、基本的には自然に広げた状態である。二叉状の尾びれを持つ魚では、尾びれ末端は欠損しやすいので、尾びれの中央のいちばん窪んだ部分を基準とした尾叉長が使われることもある。
魚の尾びれは破損しやすいので、魚類学や水産学では全長の代わりに標準体長が使われることも多い。標準体長とは吻端から尾柄部の椎骨の末端までの長さである。外見からは、水平な台の上に置いた魚体の、尾びれの付け根の肉が薄くなっている部分で、骨がないためにそこから尾びれを急角度に折り曲げることができる部分が椎骨の末端にあたる。
なお、標準体長を省略して体長と呼ぶことは好ましくない。標準体長はあくまで標準体長であり、これは英語の Standard Length を日本語に翻訳したもので、原語にはBody（体）という単語はない。
また、チゴダラやソコダラの仲間のように、体の後方が先細りになっていて採集する際にちぎれやすい魚種の場合には、吻端から肛門までの長さを以って肛門前長として指標に用いる場合もある。その他にも種と目的によって様々な計測法がある。
魚類では、水産学や生物学的な研究のための測定法と、釣りでの測定法とでは内容が異なる場合がある。
なお、尾がないカエルの場合は、吻端から総排出口までの長さが全長であり、体長である。すなわち全長＝体長である。

## 動物の高さの測定法
人間の直立時の身体の高さは身長と言う。
ただし、人間以外の動物に対して「身長」を使うのは誤りである。
なお、怪獣のゴジラのデータには身長が使われていることがある。これはゴジラが直立しているため、身長を使ったほうが高さを正確に表せるためと考えられる。
また、体高が使われる場合もある。